# Sophora inhambanensis
Sophora inhambanensis är en ärtväxtart som beskrevs av Johann Friedrich Klotzsch. Sophora inhambanensis ingår i släktet soforor, och familjen ärtväxter. Inga underarter finns listade i Catalogue of Life.